# Front Line (film)
Pour les articles homonymes, voir Frontline.
Pour plus de détails, voir Fiche technique et Distribution.
Front Line est un film américain réalisé par David Bradbury, sorti en 1979.

## Synopsis
Sous la forme d'un film collage, ce documentaire suit le caméraman de guerre Neil Davis, notamment son travail dans le Viêt Nam du Sud et au Cambodge dans les années 1960 et 1970.

## Fiche technique
- Titre : Front Line
- Réalisation : David Bradbury
- Narration : Richard Oxenburgh
- Montage : Stewart Young
- Production : David Bradbury
- Société de production : Frontline Films
- Pays de production :  États-Unis,  Australie
- Genre : Documentaire
- Durée : 56 minutes
- Date de sortie : 
  - États-Unis : octobre 1979 (Festival international du film de Chicago)

## Distinctions
Le film a été nommé à l'Oscar du meilleur film documentaire.